# Рыбчинский, Юрий Евгеньевич
Юрий Евгеньевич Рыбчинский (укр. Юрій Євгенович Рибчинський; род. 22 мая 1945, Киев, СССР) — советский и украинский поэт-песенник, драматург, сценарист. Герой Украины (2020), заслуженный деятель искусств Украины (1995), народный артист Украины (2000), Национальная легенда Украины (2021), пятнадцать раз становился лауреатом телевизионного фестиваля «Песня года».
Я і друзів розумів
І ворогів умів прощати,
Бо хрещений батько мій -
То Хрещатик, то Хрещатик
Юрій Рибчинський

## Биография
Окончил филологический факультет Киевского университета имени Т. Г. Шевченко. Ещё будучи студентом, печатал свои стихи в периодических изданиях. С 1963 года начал печататься в московских молодёжных журналах «Молодая гвардия» и «Юность». Начиная с 1965 года стал писать тексты песен. Один из первых его хитов — «Глаза на песке», который исполнила Тамара Миансарова. Как поэт-песенник впоследствии сотрудничал с такими композиторами, как Игорь Поклад, Геннадий Татарченко, Владимир Быстряков, Александр Жилинский, Лора Квинт. Песни на стихи Юрия Рыбчинского исполняют София Ротару, Ярослав Евдокимов, Тамара Гвердцители, Валерий Леонтьев, Александр Малинин, Николай Караченцов, Таисия Повалий, Лолита Милявская, Ирина Аллегрова и многие другие. В 2005 году совместно с композитором Игорем Демариным написал рок-оперу «Парфюмер». В Москве премьера состоялась 22 мая 2007 года в театре «Новая опера».
Автор ряда пьес, самая известная — «Эдит Пиаф. Жизнь в кредит» (2008), на основе которой был создан одноимённый мюзикл (Музыка Виктории Васалатий).
Живёт и работает в Киеве.

## Семья
Сын — украинский политик Евгений Рыбчинский, депутат Верховной рады VIII созыва.

## Сборники стихов

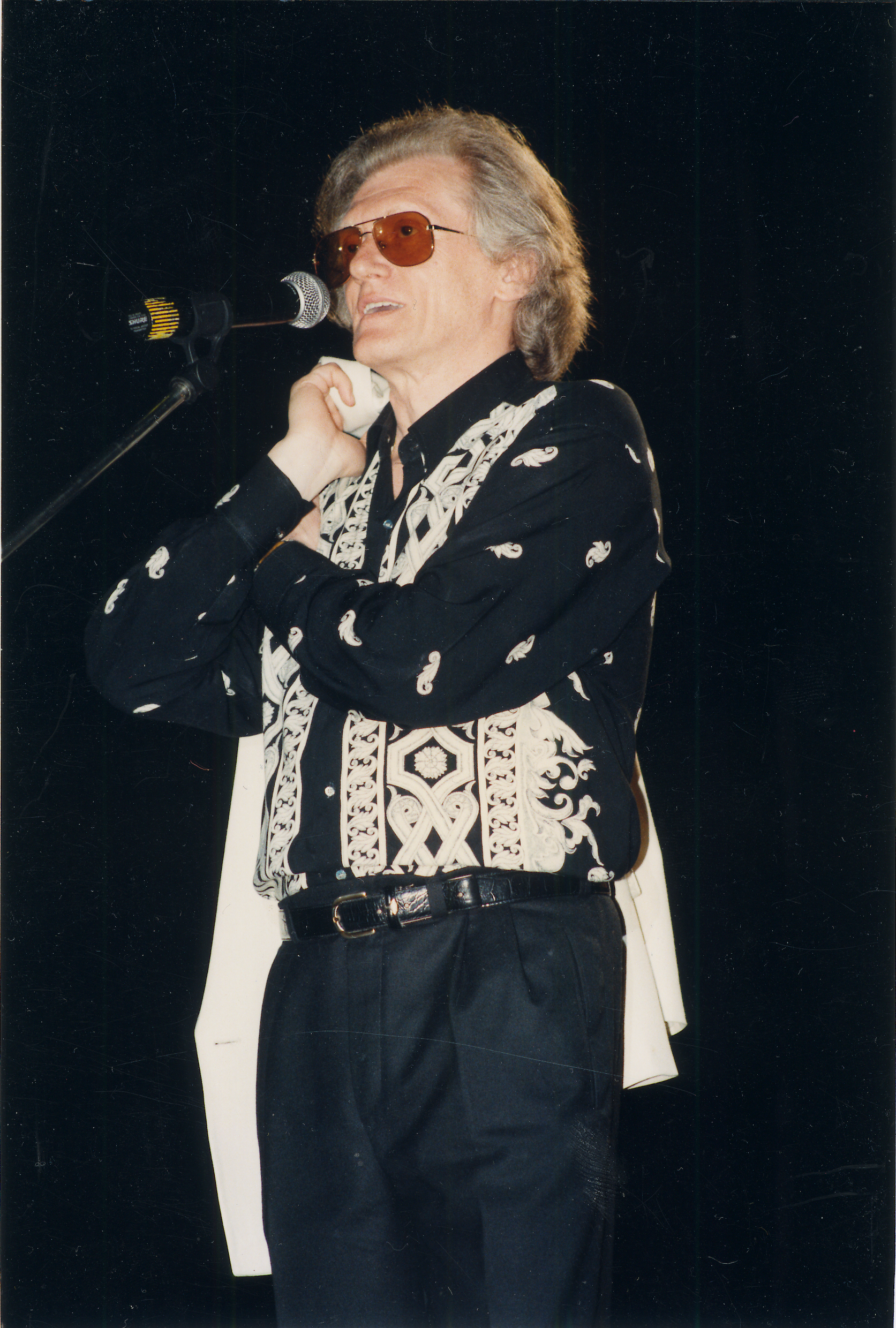
Юрий Рыбчинский в 2012 году

- «Театр деревьев»
- «Театр сновидений»
- «ЧеLOVEк»[1][2]
- «Белая ворона»
- «Безсоння»
- «Поїзд»

## Песни на слова Юрия Рыбчинского
- «Глаза на песке» (музыка Игорь Поклад), исполняет Тамара Миансарова]]
- «Память» (музыка Игорь Поклад), исполняет Тамара Миансарова]]
- «Дикие гуси» (музыка Игорь Поклад), исполняет Тамара Миансарова]]
- «Околица» (музыка Игорь Поклад), исполняет Тамара Миансарова]]
- «Верни любовь» (музыка Игорь Поклад), исполняет Тамара Миансарова]]
- «Хрещатик» (музыка Павла Зиброва), исполняет Павел Зибров
- «Одолжила» (музыка Николо Петраша), исполняет Таисия Повалий
- «Таксi» (музыка Аркадия Укупника), исполняет Лолита
- «Берега» (музыка Владимира Засухина), исполняет Александр Малинин
- «Пиросмани» (музыка Евгения Кобылянского), исполняет Тамара Гвердцители
- «Тече вода» (музыка Игоря Поклада), исполняет София Ротару
- «Любовница» (музыка Игоря Крутого), исполняет Ирина Аллегрова
- «Осенний блюз» (музыка В. Назарова), исполняет Людмила Гурченко
- «Спичка» (музыка Геннадия Татарченко), исполняет Марина Цхай
- «Исповедь» (музыка Игоря Крутого), исполняет Ирина Аллегрова
- «Волк» (музыка Александра Морозова), исполняет Михаил Шуфутинский
- «Чарівна скрипка» (музыка Игоря Поклада), исполняют Нина Матвиенко, Александр Малинин, Таисия Повалий
- «До счета „10“» (музыка А. Злотника), исполняет Иосиф Кобзон
- «Good bye, my love, good bye» (музыка Юрия Варум), исполняет Анжелика Варум
- «Я не вижу выхода» (музыка Игоря Демарина, соавтор текста Юрий Рогоза), исполняет Филипп Киркоров
- «Рождественский бал» (музыка Марка Минкова), исполняет Алла Пугачева
- «Серёжа» (музыка Лоры Квинт), исполняет Валентина Толкунова
- «Пилигримы» (музыка Геннадия Татарченко), исполняет Александр Малинин
- «Виват, король!» (музыка Геннадия Татарченко), исполняет Тамара Гвердцители
- «Ты лети шар земной» (музыка Вадима Ильина), исполняет София Ротару
- «Снежная баба» (музыка Александра Жилинского), исполняет Валентина Толкунова
- «Минає день, минає ніч» (музыка Николая Мозгового), исполняют Николай Мозговой, София Ротару
- «Зажгите свечи» (музыка Геннадия Татарченко), исполняет Тамара Гвердцители
- «Земле моя» (музыка О. Осадчего), исполняет София Ротару
- «Арена» (музыка Геннадия Татарченко), исполняет Валерий Леонтьев
- «Белая ворона» (музыка Геннадия Татарченко), исполняет Валерий Леонтьев
- «Счастье» (музыка Вадима Ильина), исполняет София Ротару
- «Восемнадцатый год» (музыка Вадима Ильина), исполняет Иосиф Кобзон
- «Париж» (музыка Александра Жилинского), исполняет Николай Караченцов[1]
- «Днепровская вода» (музыка Ивана Карабица), исполняет Николай Гнатюк
- «Лестница» (музыка Владимира Быстрякова), исполняет Валерий Леонтьев
- «Машина „Ретро“» (музыка Геннадия Татарченко), исполняет София Ротару
- «Ой, летіли дикі гуси» (музыка Игоря Поклада), исполняет Нина Матвиенко
- «А жизнь продолжается» (музыка Александра Морозова), исполняет Эдита Пьеха
- «Уроки музыки» (музыка Вадима Ильина), исполняет Ксения Георгиади
- «Разве можно» (музыка Игоря Поклада), исполняет Василий Зинкевич
- «Если в небе солнце светит» (музыка Вадима Ильина), исполняет Валерий Леонтьев
- «Девятый класс» (музыка Бориса Монастырского), исполняют «Верные друзья» (солист Валерий Дурандин)
- «Крик птицы» (музыка Владимира Мулявина), исполняют «Песняры»
- «Кленовый огонь» (музыка Владимира Ивасюка), исполняет София Ротару
- «Верба» (музыка Эдуарда Ханка), исполняют «Самоцветы», Таисия Повалий
- «Сонячний дощ» (музыка Алексея Экимяна), исполняет Анатолий Мокренко, ВИА «Арника»
- «Вишнева сопілка» (музыка Алексея Экимяна), исполняет ВИА «Арника»
- «Три поради» (музыка Игорь Шамо), исполняет Юрий Гуляев
- «Разбуди меня, дождь» (музыка Эдуарда Ханка), исполняет Эдуард Хиль
- «Глаза на песке» (музыка Игоря Поклада), исполняет Тамара Миансарова
- «Прощание славянки» (музыка Виталия Волкомора), исполняет Лайма Вайкуле.

## Награды и звания
- Герой Украины с вручением ордена Державы (22 августа 2020 года) — за выдающиеся личные заслуги в обогащении украинской культуры и искусства, формировании национальной идентичности, многолетнюю плодотворную творческую деятельность[5].
- Орден князя Ярослава Мудрого IV степени (22 мая 2025 года) — за выдающиеся личные заслуги в развитии национального музыкального искусства, обогащении украинского песенного наследия и многолетнюю плодотворную творческую деятельность[6].
- Орден князя Ярослава Мудрого V степени (21 мая 2015 года) — за выдающийся личный вклад в развитие национальной культуры, обогащение отечественного песенного искусства, многолетнюю плодотворную творческую деятельность[7].
- Народный артист Украины (25 мая 2000 года) — за весомый личный вклад в развитие украинской культуры и искусства, многолетнюю плодотворную творческую деятельность[8].
- Заслуженный деятель искусств Украины (29 июня 1995 года) — за личный вклад в обогащение национального художественного наследия, высокий профессионализм[9].
- Знак отличия Президента Украины «Национальная легенда Украины» (20 августа 2021 года) — за выдающиеся личные заслуги в становлении независимой Украины и укреплении её государственности, весомый вклад в развитие национального искусства, спорта, многолетнюю плодотворную профессиональную деятельность[10].
- Почётный гражданин Киева[11].
- Гоголевская премия за вклад в драматургию (2009 год)[2].